# Bade
Bade é uma cidade da República da China, na ilha de Taiwan (ou Formosa). Tem cerca de 170 mil habitantes.